# NGC 6458
NGC 6458 é uma galáxia lenticular (S0) localizada na direcção da constelação de Hercules. Possui uma declinação de +20° 48' 17" e uma ascensão recta de 17 horas, 49 minutos e 10,9 segundos.
A galáxia NGC 6458 foi descoberta em 2 de Julho de 1864 por Albert Marth.